# Мошоньи, Михай
Михай Мошоньи (венг. Mosonyi Mihály, настоящее имя Михаэль Бранд, нем. Michael Brand; 4 сентября 1815, Фрауэнкирхен, ныне Австрия — 31 октября 1870, Будапешт, Венгрия) — венгерский композитор, музыкальный критик и педагог, один из основоположников венгерской национальной композиторской школы.

## Биография
Родился в семье ремесленника-кожевника в немецком окружении, венгерский язык начал учить только в 1860-е гг. В 1833 году поступил в учительскую семинарию в Прессбурге, одновременно самостоятельно изучая игру на фортепиано по учебным пособиям Иоганна Непомука Гуммеля и Антонина Рейхи. В 1835—1842 гг. был домашним учителем музыки в семье хорватского аристократа графа Петра Пеячевича, проводя зиму в Прессбурге, а весну и лето в графском дворце в Ретфале (ныне в составе города Осиек). К 1837—1838 гг. относится первое сочинение Михаэля Бранда — Большой дуэт для фортепиано в четыре руки; на рубеже 1830-40-х гг. Бранд начал работать над струнными квартетами.
В 1842 году Бранд переехал в Пешт, где сблизился с Кароем Терном, у которого некоторое время брал уроки композиции, и с Ференцем Эркелем. В Пеште композитора ждало скорое признание: уже его фортепианный концерт, впервые исполненный в 1844 году, встретил интерес музыкальной общественности, отмечавшей значительное дарование композитора при эклектичном характере музыки. В 1845 г. Бранд женился на Паулине Вебер, сестре художника Хенрика Вебера, с котором прожил всего несколько лет до её смерти от туберкулёза. В ходе Венгерской революции 1848 года он выказал умеренное сочувствие национальному движению, подготовив переложение «Марсельезы» для хора и оркестра.
Национальный перелом в творчестве композитора наступил во второй половине 1850-х гг., в немалой степени под влиянием знакомства с Ференцем Листом. Хотя первая опера Бранда, «Император Макс на Мартинсванде» (нем. Kaiser Max auf der Martinswand; 1857), была целиком выдержана в немецкой музыкальной традиции, но уже в написанной тогда же Второй симфонии были использованы венгерские мотивы. 
В 1859 году композитор официально изменил имя на венгерское, образовав фамилию от названия города Мошон. В 1860 г. новым именем Михай Мошоньи была подписана кантата «Праздник очищения в Унге» (венг. Tisztulás ünnepe az Ungnál, на слова Ференца Казинци) — первая кантата с венгерским текстом; к тому же году относится первая венгерская песня Мошоньи (венг. A szerelem, a szerelem, на слова Шандора Петёфи). В оркестровых партитурах Мошоньи начала 1860-х гг. даже музыкальные инструменты обозначены унгаризированными названиями. 
Также в 1860 годах Мошоньи предпринял несколько попыток организовать первый музыкальный журнал на венгерском языке, однако его уверенность в том, что основу национальной музыки должен составлять фольклорный материал, оттолкнуло от его изданий многих соратников. В конце 1861 года состоялась премьера первой венгерской оперы Мошоньи, «Прекрасная Илонка» (венг. A Szép Ilonka, по балладе Михая Вёрёшмарти), встретившей ряд критических нареканий в связи со слабостью либретто. 
Вторая венгерская опера Мошоньи, «Альмош» (на сюжет из жизни полулегендарного вождя древних венгров), завершённая в 1863 году, была более амбициозным проектом, попыткой создать венгерский аналог операм Рихарда Вагнера, однако композитор отказался от её премьеры в венгерском Национальном театре, заявив о недостаточной квалификации его хора, и в результате многолетней дружбе Мошоньи с руководителем театра Эркелем пришёл конец, а «Альмош» был впервые поставлен только в 1934 году. Последние годы жизни Мошоньи провёл в разочаровании, мало сочиняя и мало участвуя в музыкальной жизни.